# Kotiseudulle
Kotiseudulle (Fins voor Geboortegrond) is een compositie van Fridrich Bruk.
Bruk schreef dit werk in 1994 voor de vele koren in zijn toenmalige thuishaven Finland. Hij gebruikte teksten van de dichter en journalist Mattu Hietanen, wonende in Tampere, tevens de woonplaats van de componist. De componist wilde met deze vier liederen aangeven dat de "Geboortegrond" voor iedereen van belang is. Die geboortegrond van Bruk was eigenlijk Charkov, maar die stad in Oekraïne ontvluchtte hij om via de Verenigde Staten uiteindelijk in Tampere zijn thuis te vinden.
De vier liederen zijn:
1. Taas kerran (Opnieuw)
2. Taatoni (Mijn grootvader)
3. Mä tullin tuolta puolen vuosien (Ik kom uit de geschiedenis)
4. Kunnia (Eer)

Het werk zal weg wel hebben gevonden binnen de rijke koorgemeenschap van Finland.